# مارکزی کریس
مارکزی کریس (انگلیسی: Marquese Chriss؛ زادهٔ ۲ ژوئیهٔ ۱۹۹۷) بازیکن بسکتبال اهل ایالات متحده آمریکا است.
از باشگاه‌هایی که در آن بازی کرده‌است می‌توان به هیوستون راکتس، کلیولند کاوالیرز، فینیکس سانز، و گلدن استیت واریرز اشاره کرد.